# Funds From Operations
Die Funds From Operations (FFO) (deutsch: operatives Ergebnis) sind eine betriebswirtschaftliche Kennzahl, die in der Immobilienwirtschaft (insbesondere von REITs) verwendet wird und eine Angabe zur Rentabilität des Unternehmens macht.

## Berechnung
Aus dem Jahresüberschuss (EAT, Net Income) werden die FFO wie folgt berechnet:
0 EAT (Jahresüberschuss)
+ Abschreibungen
− Zuschreibungen aus Bewertungen und Finanzderivaten
+ nicht liquiditätswirksame Kosten
− Gewinn aus Veräußerungserlösen
= FFO (Ergebnis der gewöhnlichen Geschäftstätigkeit)
Die genau verwendete Berechnungsgrundlage wird durch die Gesellschaft im Geschäftsbericht ausgewiesen. 

## Anwendung
Durch die gemäß United States Generally Accepted Accounting Principles (GAAP) vorgeschriebene Pflicht zur Abschreibung wird der Jahresüberschuss gemindert. Die Umsetzung der gesetzlichen Pflicht der REITs, 90 Prozent ihrer Erlöse als Dividenden auszuzahlen, soll jedoch nicht beeinflusst werden, Abschreibungen sind daher zu kompensieren. Einmalige Gewinne aus Verkaufserlösen sind herauszurechnen, um die Berechnungsgrundlage nicht zu verfälschen. Teilweise werden die FFO auch noch um Mieterhöhungen und bestimmte Kapitalkosten bereinigt (= Adjusted Funds from Operations (AFFO)), um die Vergleichbarkeit zwischen den Perioden zu erhöhen und z. B. den Vermietungserfolg besser beurteilen zu können.
Oftmals werden die FFO als Kennzahl zum Vergleich der zeitlichen Wertentwicklung genutzt, indem die FFO auf den Betrag je Aktie heruntergerechnet werden.  
Obwohl sich die Kennzahl für REITs als Vergleichsmaßstab etabliert hat, ist diese durch z. B. Änderungen bei der Verbuchung leicht manipulierbar.